# 迪沃河畔屈尔赛
迪沃河畔屈尔赛（法語：Curçay-sur-Dive，法語發音：[kyʁsɛ syʁ div]）是法国新阿基坦大区维埃纳省的一个市镇，属于沙泰勒罗区。

## 地理
迪沃河畔屈尔赛（47°0'42"N, 0°3'26"W）面积15.79 平方千米，位于法国新阿基坦大区维埃纳省，该省份为法国中西部省份，北起曼恩-卢瓦尔省和安德尔-卢瓦尔省，西接德塞夫勒省，南至夏朗德省，东南接上维埃纳省，东临安德尔省。
与迪沃河畔屈尔赛接壤的市镇（或旧市镇、城区）包括：泰尔奈、圣莱热德蒙布兰、圣马丹德马孔、格莱努兹、朗通、莱特鲁瓦穆捷。

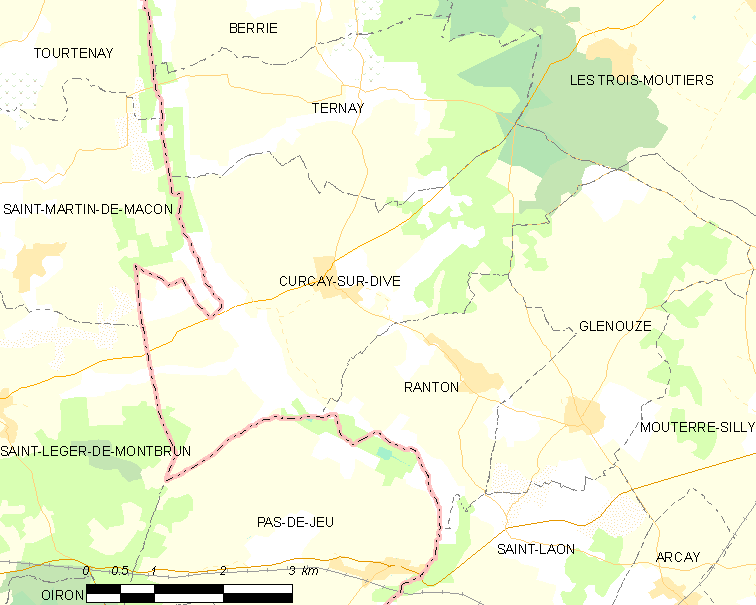
迪沃河畔屈尔赛的OSM定位图

迪沃河畔屈尔赛的时区为UTC+01:00、UTC+02:00（夏令时）。

## 行政
迪沃河畔屈尔赛的邮政编码为86120，INSEE市镇编码为86090。

## 政治
迪沃河畔屈尔赛所属的省级选区为卢丹县。

## 人口

1962-2008年间迪沃河畔屈尔赛人口变化图示

迪沃河畔屈尔赛于2022年1月1日时的人口数量为230人。